# Grundbach (Erlenbach)
Der Grundbach ist ein über 3 km langer Bach im nördlichen Baden-Württemberg, überwiegend im Inneren des Stadtgebiets von Ravenstein im Neckar-Odenwald-Kreis. Der Bach mündet nach südöstlichem Lauf zuletzt auf der Kreisgrenze zum Gemeindegebiet von Schöntal im Hohenlohekreis zwischen dem Ravensburger Dorf Erlenbach und dem Schöntaler Dorf Aschhausen von rechts in den unteren Erlenbach.

## Geographie

### Verlauf
Der Grundbach entsteht etwa 1,4 km ostsüdöstlich der Ortsmitte von Merchingen und etwa 200 Meter südlich der L 515 von dort nach Ballenberg auf etwa 320 m ü. NHN. Der Bach fließt zunächst als unscheinbarer Graben zwischen Äckern in einem recht schmalen Grünstreifen ohne höheren Bewuchs am Ufer wenig gewunden südostwärts. Nach etwa einem halben Kilometer knickt er westlich der kleinen Waldinsel im Gewann St.-Johannes-Kirchlein bei einigen ersten Bäumen am Lauf abrupt nach Südwesten.
Der nächsten halben Kilometer fließt er in gleicher Weise, nur dass linksseits lange eine Wiese den Lauf begleitet und zuletzt auf dieser Seite auch eine kleine Waldinsel ans Ufer reicht. Danach mündet aus dem Nordwesten ein etwas kürzerer und deutlich einzugsgebietsärmerer Oberlauf des Namens Breitenlochgraben.
In dessen Zulaufrichtung fließt der Grundbach dann weiter nach Südosten, zunächst schnurgerade. Das Tal gräbt sich stärker ein und die großen, sich vom Hangfuß bis auf die Ebene hinaufziehenden Waldinseln Grundbach links und Hagenbach rechts begrenzen nach einigen hundert Metern die Bachaue. Nachdem der Wald sich wieder auf den Talhang zurückgezogen hat, der rechtsseits etwas später ganz endet, beginnt ein erster natürlicherer Bachabschnitt.
Ein Feldgehölz steht beidseits auf der anfangs über 4 Meter hohen Böschung. Der Bach schlängelt sich leicht, stürzt zuweilen in Gumpen ab, die Bachsohle ist um einen Meter breit. Am Waldende am linken Hang fließt im Gewann Lichern ein sehr kurzer Seitenbach mit geröllbedeckter Sohle in seiner Heckengalerie von Westen zu. 
Das enge, nun bewaldete Tal legt sich dann auch in einen doppelten Mäander. Die Aue öffnet sich bald wieder und der Bach fließt nun wieder in einem Begleitgehölz. Der Lauf ist nun Grenzgewässer zwischen Ravenstein linksseits und Schöntal rechtsseits.
Schließlich fließt der Grundbach auf etwa 249 m ü. NHN von rechts in den unteren Erlenbach ein. Er mündet nach 3,3 km langem Lauf mit mittlerem Sohlgefälle von etwa 21 ‰ rund 71 Höhenmeter unterhalb seines Grabenanfangs südlich der L 515.
Der Grundbach wie seine beiden Zuflüsse liegen zuweilen trocken.

### Einzugsgebiet
Der Grundbach hat ein 4,4 km² großes Einzugsgebiet in den Kessachplatten, einem Teil des Unter-Naturraums Mittleres Bauland des Baulandes. Am höchsten ist es mit etwa 344 m ü. NHN am Nordrand beim Wasserreservoir auf dem Wurmberg östlich von Merchingen.
Verstreut steht auf etwa einem Zehntel der Fläche Wald, in den vergleichsweise großen zwei Waldinseln Hagenbach rechtsseits und Grundbach linksseits des Mittellaufs, die sich den Talhang hoch bis auf die begleitenden Hochebenen hinauf erstrecken, in kleinerem Umfang danach am vor allem linken Talhang und in wenigen recht kleinen Waldinseln auf der Hochebene. Außerhalb des Talgrunds, wo es einige Wiesen gibt, wird fast das ganze Offenland beackert. Die Siedlung Affeldern mit ihren zwei beieinander stehenden Aussiedlerhöfen wenig diesseits der westlichen Wasserscheide ist der einzige Siedlungsplatz. Das gesamte Gebiet gehört zur Kleinstadt Ravenstein.
Reihum grenzen die Einzugsgebiete der folgenden Nachbargewässer an:
- Im Westen läuft die Kessach südwärts zur Jagst;
- im Norden fließt der kurze Klingengraben zur Kessach;
- im Nordosten ist der ferne Hasselbach der nächste offene Wasserlauf, der oberhalb des Grundbachs in den vor der Kessach die Jagst speisenden Erlenbach mündet;
- im Süden liegt das Einzugsgebiet des Teichbachs, des nächsten rechten Erlenbach-Zuflusses;
- jenseits eines kleinen Abschnitts südwestlich der Wasserscheide liegt dasjenige des noch tieferen Zuflusses des Erlenbachs durch die Zargenklinge.

### Zuflüsse und Seen
Liste der Zuflüsse von der Quelle zur Mündung. Gewässerlänge, Einzugsgebiet und Höhe nach den entsprechenden Layern auf der Onlinekarte der LUBW. Andere Quellen für die Angaben sind vermerkt.
- Breitenlochgraben, von rechts und Nordwesten auf etwa 304 m ü. NHN etwa 0,4 km nordöstlich der Aussiedlerhofgruppe Affeldern, 0,8 km und ca. 0,5 km².[LUBW 5] Entsteht auf etwa 321 m ü. NHN etwa 0,8 km nordnordwestlich von Affelder nahe der K 3956 Merchingen–Aschhausen.
- Langengraben[LUBW 6], von rechts und Westen auf etwa 266 m ü. NHN im Auengewann Lichern ca. 0,8 km südwestlich der Ortsmitte von Erlenbach, unter 0,2 km[LUBW 7] und ca. 0,3 km².[LUBW 5] Entsteht auf etwa 282 m ü. NHN.

## Geologie
Das Einzugsgebiet des Grundbachs liegt im Muschelkalk. Allermeist steht im Untergrund der Obere Muschelkalk an. Am Beginn der begleitenden Wälder Hagenbach und Grundbach taucht am unteren Hang der Mittlere Muschelkalk auf, der sich dann bis etwa einen halben Kilometer vor der Bachmündung an den Talrändern entlangzieht. Dort quert dann eine von Nordost nach Südwest ziehende Störung das Tal, nach welcher der Bach bis zur Mündung wieder im Oberen Muschelkalk fließt.
Auf großen Teilen des Einzugsgebietes ist der Obere Muschelkalk mit Lösssediment aus dem Quartär überlagert. In die Talgründe, darunter auch einige Trockentalmulden, ist teils recht breit Schwemmsediment eingelagert.

### LUBW
Amtliche Online-Gewässerkarte mit passendem Ausschnitt und den hier benutzten Layern: Lauf und Einzugsgebiet des Grundbachs

Allgemeiner Einstieg ohne Voreinstellungen und Layer: Daten- und Kartendienst der Landesanstalt für Umwelt Baden-Württemberg (LUBW) (Hinweise)
1. 1 2 3 4  Höhe nach dem Höhenlinienbild auf dem Hintergrundlayer Topographische Karte.
2. 1 2  Länge nach dem Layer Gewässernetz (AWGN).
3. ↑  Einzugsgebiet nach dem Layer Basiseinzugsgebiet (AWGN).
4. ↑  Natur teilweise nach dem Layer Geschützte Biotope.
5. 1 2 3  Einzugsgebiet abgemessen auf dem Hintergrundlayer Topographische Karte.
6. ↑  Name Langengraben erschlossen aus dem Gewannnamen Langengraben am Bachbeginn nach dem Layer Liegenschaften und Gewässer.
7. ↑  Länge abgemessen auf dem Hintergrundlayer Topographische Karte.

### Andere Belege
1. ↑  Modellierte Werte nach Abfluss-BW Gewässerknoten MQ/MNQ
2. ↑  Wolf-Dieter Sick: Geographische Landesaufnahme: Die naturräumlichen Einheiten auf Blatt 162 Rothenburg o. d. Tauber. Bundesanstalt für Landeskunde, Bad Godesberg 1962. → Online-Karte (PDF; 4,7 MB)
3. ↑  Geologie nach den Layern zu Geologische Karte 1:50.000 auf: Mapserver des Landesamtes für Geologie, Rohstoffe und Bergbau (LGRB) (Hinweise)